# Liste der Biografien/Cea
Liste der Biografien |
Portal Biografien |
Personensuche
# |
A |
B |
C |
D |
E |
F |
G |
H |
I |
J |
K |
L |
M |
N |
O |
P |
Q |
R |
S |
T |
U |
V |
W |
X |
Y |
Z |
?
 
Ca |
Cb |
Cc |
Ce |
Ch |
Ci |
Cj |
Ck |
Cl |
Cm |
Cn |
Co |
Cr |
Cs |
Ct |
Cu |
Cv |
Cw |
Cy |
Cz
 
Cea |
Ceb |
Cec |
Ced |
Cee |
Cef |
Ceg |
Ceh |
Cei |
Cej |
Cek |
Cel |
Cem |
Cen |
Ceo |
Cep |
Cer |
Ces |
Cet |
Ceu |
Cev |
Cey |
Cez
Die Liste der Biografien führt alle Personen auf, die in der deutschsprachigen Wikipedia einen Artikel haben. Dieses ist eine Teilliste mit 24 Einträgen von Personen, deren Namen mit den Buchstaben „Cea“ beginnt.

## Cea
- Cea Galán, Andrés (* 1965), spanischer Organist, Cembalist, Clavichordspieler, Musikforschender und Orgelkundler
- Cea, Antoine de († 1609), römisch-katholischer Geistlicher und ernannter Bischof
- Céa, Jean (1932–2024), französischer Mathematiker
- Cea, José Pedro (1900–1970), uruguayischer Fußballspieler
- Cea, Roberto (* 1939), salvadorianischer Romancier und Dichter

### Cead
- Ceadrag, Samtherrscher des westslawischen Stammesverbandes der Abodriten und Vasall der Franken

### Ceal
- Cealadragus, Samtherrscher der Wilzen

### Ceam
- Ceampelea, Elena (* 1947), rumänische Kunstturnerin

### Cean
- Ceannt, Áine (1880–1954), irische Aktivistin der Revolutionszeit
- Ceannt, Éamonn (1881–1916), irischer Freiheitskämpfer
- Céant, Jean-Henry (* 1956), haitianischer Politiker

### Ceap
- Ceapura, Petre (* 1942), rumänischer Ruderer

### Cear
- Ceara, Frank, dominikanischer Sänger
- Ceará, Léo (* 1995), brasilianischer Fußballspieler
- Ceará, Marcos (* 1980), brasilianischer Fußballspieler
- Céard, Henry (1851–1924), französischer Schriftsteller
- Cearense, Catulo da Paixão (1863–1946), brasilianischer Sänger, Komponist und Dichter

### Ceau
- Ceaușescu, Elena (1916–1989), rumänische Politikerin
- Ceaușescu, Ilie (1926–2002), rumänischer General und Historiker
- Ceaușescu, Nicolae (1918–1989), rumänischer PolitikerNicolae Ceaușescu (1918–1989)

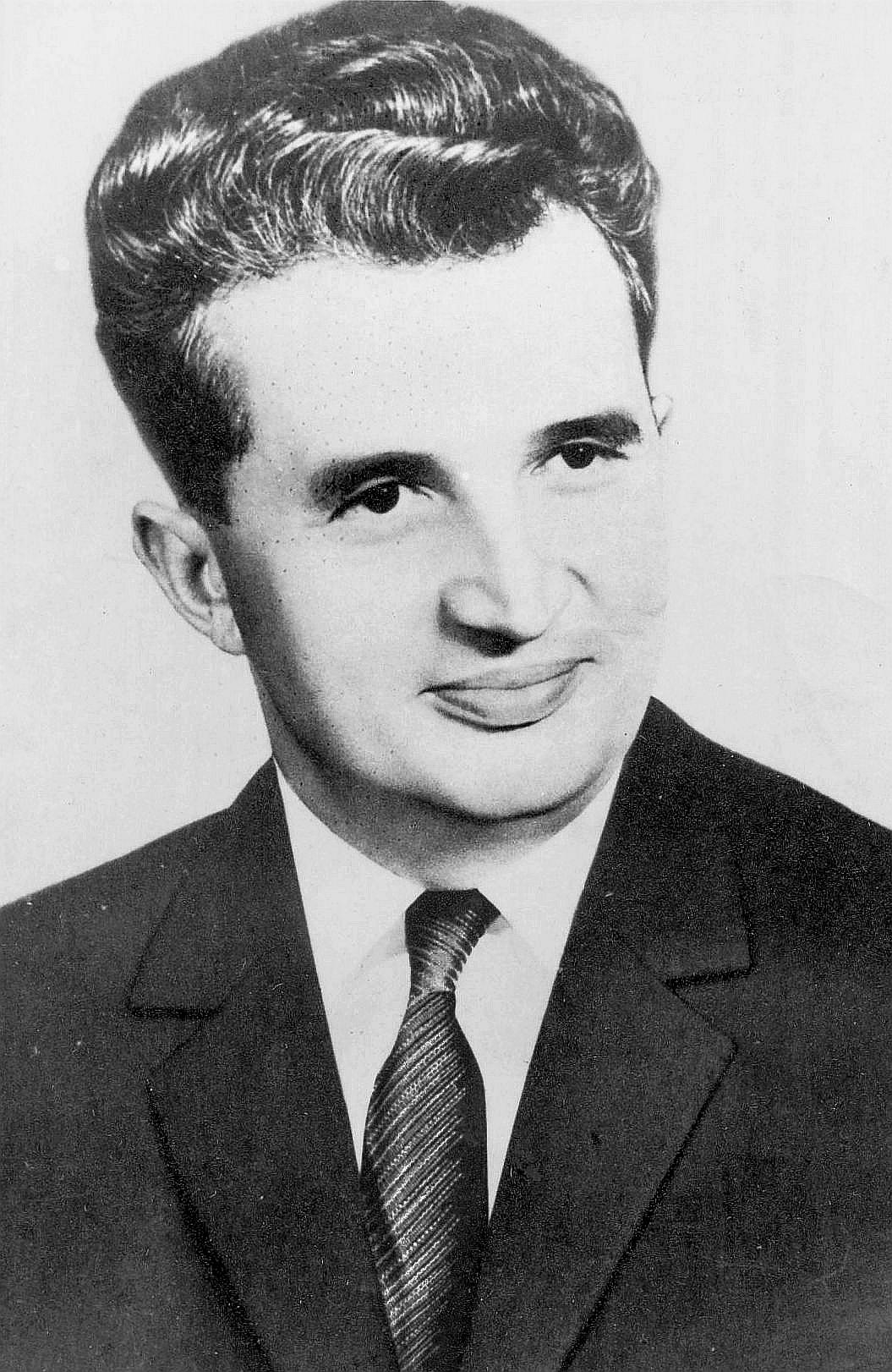
Nicolae Ceaușescu (1918–1989)

- Ceaușescu, Nicu (1951–1996), rumänischer Politiker
- Ceaușescu, Valentin (* 1948), rumänischer Physiker und Sportfunktionär
- Ceaușescu, Zoia (1949–2006), rumänische Tochter des Nicolae Ceaușescu

### Ceaw
- Ceawlin, König von Wessex